# Capitool van Wyoming

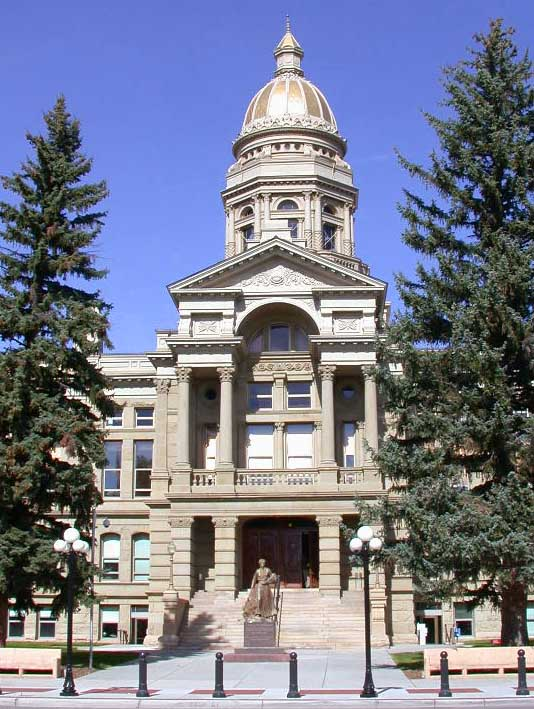
Vooraanzicht van het Capitool van Wyoming in Cheyenne

Het Capitool van Wyoming (Engels: Wyoming State Capitol) is de zetel van de wetgevende en uitvoerende macht van de Amerikaanse deelstaat Wyoming en bevindt zich in de hoofdstad Cheyenne. Het Capitool herbergt het Huis van Afgevaardigden, de Senaat van Wyoming en de kantoren van de gouverneur.

## Geschiedenis
Het Capitool werd tussen 1886 en 1890 gebouwd. De bouw begon nog voor Wyoming een staat van de VS werd. Toen het Capitool nog in aanbouw was, zetelde de wetgevende macht van het territorium er. In november 1890 kwam de legislatuur van de staat er voor het eerst samen. In 1915 werd de opdracht gegeven voor de bouw van de kamers voor het Huis en Senaat, die voltooid werden in 1917. In het jaar 1987 werd het Capitool van Wyoming erkend als National Historic Landmark.

## Beschrijving
Het gebouw is opgetrokken in Korinthische stijl. Het portico en de koepel vertonen gelijkenissen met het Capitool in Washington. Het gebouw heeft drie bovengrondse en een ondergrondse verdiepingen. De eerste twee verdiepingen zijn gemaakt van zandsteen uit Fort Collins in het naburige Colorado. De koepel is verguld en steekt 43 meter boven de stad uit.